# Gelbe Getreidefliege

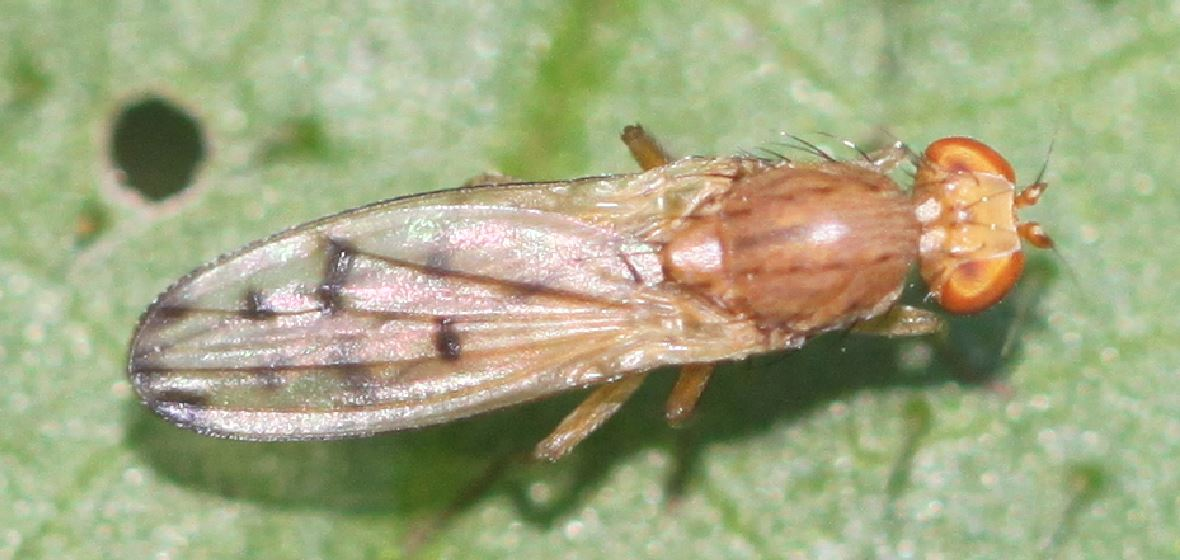
Gelbe Getreidefliege – Dorsalsicht

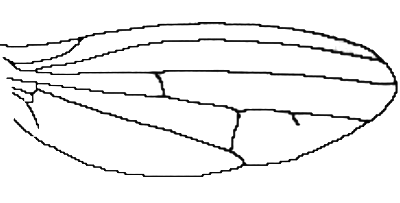
Opomyza florum, Flügeladerung

Die Gelbe Getreidefliege (Opomyza florum) ist eine Fliege aus der Familie der Grasfliegen (Opomyzidae).

## Merkmale
Die schlanken orangegelb gefärbten Fliegen erreichen eine Länge von 3,5–6 mm. Die Flügel besitzen ein arttypisches dunkles Fleckenmuster: Der Außenrand ist nicht, wie bei einigen anderen Arten der Gattung, deutlich geschwärzt, sondern nur in der Umgebung der drei Queradern und an der Flügelspitze um die Enden der Radien. Zusätzliche Queradern gibt es nicht. Das 3. Fühlerglied ist rundlich, orange mit bräunlichem Vorderrand, die Fühlerborste ist ungefiedert.
Das Mesonotum ist rötlich-gelb, in der Mitte ohne oder höchstens mit einem nur wenig dunkleren Längsband. Lediglich die Basen der Dorsozentralborsten sind deutlich schwarz gefärbt.

## Verbreitung und Lebensraum
Die Art ist in weiten Teilen Europas vertreten. Ihren Lebensraum bilden neben Waldrändern auch landwirtschaftliche Nutzflächen.

## Lebensweise
Die Imagines der Art schlüpfen gewöhnlich im Juni und Juli. Sie sind bis Ende August in Wiesen und Waldgebieten zu beobachten. Später, bis Ende Oktober, halten sich die Fliegen in Getreidefeldern auf,
wo sie ihre Eier in der Nähe der Wirtspflanzen auf dem Boden ablegen. Im Gegensatz zu anderen Arten der Familien überwintern bei Opomyza florum die Eier. Im Frühjahr schlüpfen die Maden und wandern in die Wirtspflanze. Sie minieren Grasstängel und gelten als potentielle Getreideschädlinge, die bei starkem Befall Fraßschäden vor allem an Winterweizen, Wintergerste und Winterroggen verursachen. Die Verpuppung erfolgt gegen Mai in den unteren Teilen der Wirtspflanze.